# Super Paper Mario
Super Paper Mario från Nintendo är ett spel av kombinerad plattforms- och rollspelstyp till Wii.
Spelet får ökat djup och dimension genom att spelaren kan växla mellan 2D- och 3D-grafik. Ännu en gång faller det på hjälten Marios lott att rädda prinsessan Peach som kidnappats.

## Problem vid import
Värt att notera är att flera personer som modifierat sin europeiska Wii för att kringgå regionskodningen har rapporterat att deras europeiska Wii blivit helt obrukbar av den systemuppdatering som installeras av den nordamerikanska versionen av spelet. Uppdateringen är anpassad för den nordamerikanska NTSC-versionen av Wii, och fungerar inte som den skall när den installeras på den europeiska PAL-versionen. Detta är inte någon bug eller något fel från Nintendos sida, utan helt enkelt en följd av att man tagit bort den spärr som normalt skulle förhindra att fel version av spelet körs på ett Wii från en annan region.